# Ivodea lanceolata
Ivodea lanceolata är en vinruteväxtart som beskrevs av Rabariman., Rakotonir., Phillipson & Lowry. Ivodea lanceolata ingår i släktet Ivodea och familjen vinruteväxter. Inga underarter finns listade i Catalogue of Life.